# Родригес, Энрике (боксёр)
Энрике Родригес Каль (исп. Enrique Rodríguez Cal; 19 ноября 1951, Карреньо, Астурия — 23 ноября 2022, Авилес, Астурия) — испанский боксёр-любитель, бронзовый призёр Олимпийских игр 1972 года, призёр чемпионатов мира (1974) и Европы (1973 и 1975).